# بریسن
بریسن (به لاتین: Brisen) یک کوه در سوئیس است که در کانتون آوری واقع شده‌است. بریسن ۲٬۴۰۴ متر بالاتر از سطح دریا واقع شده‌است.